# Bea Trampenau

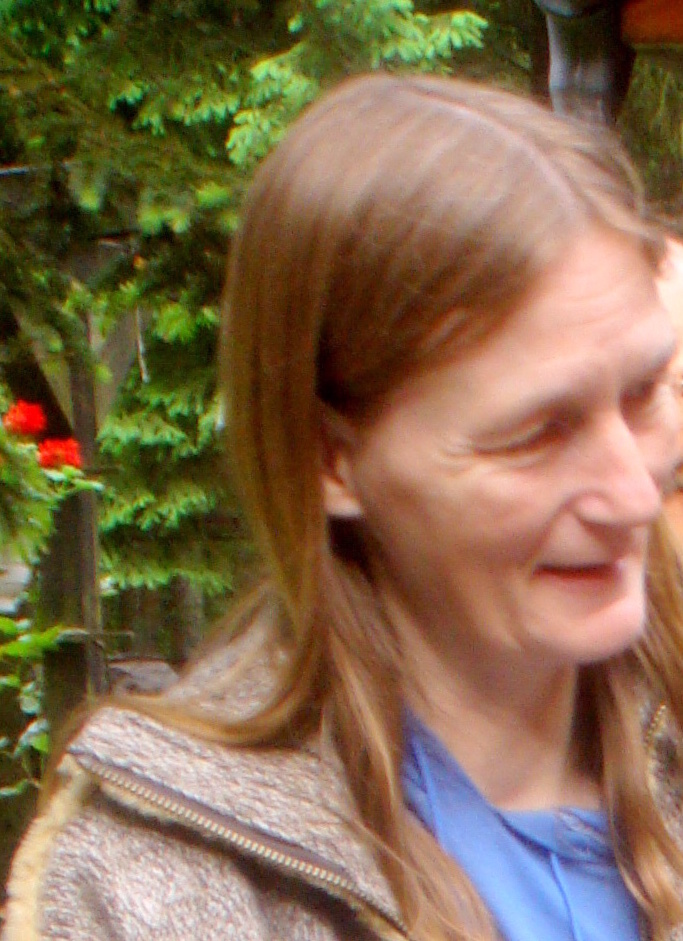
Bea Trampenau im Gespräch

Bea Trampenau (* 14. Januar 1962 in Hamburg) ist eine deutsche Sozialarbeiterin und Sachbuchautorin.

## Leben
Bea Trampenau engagiert sich seit Ende der 1970er-Jahre in der deutschen Frauen- und Lesbenbewegung. Sie ist seit vielen Jahren in der Hamburger Frauen- und Lesbenbewegung aktiv; so war sie 1982 entscheidend beteiligt an der Gründung des Vereins Intervention e.V., aus dem später das JungLesben-Zentrum hervorging, das in dieser Form bundesweit einmalig ist. Bea Trampenau war von 1989 bis 2001 festangestellte Mitarbeiterin des Vereins. Seit 2004 ist sie wieder fest angestellt, dazwischen engagierte sie sich ehrenamtlich für den Verein. Sie ist im Vorstand des Vereins für den Bereich Finanzen und für weitere geschäftsführende Aufgaben zuständig. Anlässlich des 25-jährigen Bestehens des Vereins im Jahr 2007 wurde die Arbeit des Vereins mit einem Empfang im Hamburger Rathaus vom Hamburger Senat offiziell gewürdigt.
Bea Trampenau hat zwei für die Lesbenbewegung wichtige Sachbücher veröffentlicht. Grundlegend für die Wahrnehmung der Anliegen lesbischer Mädchen sowohl in der Frauen-/Lesbenbewegung als auch in der sozialen Arbeit war Trampenaus Buch Kein Platz für lesbische Mädchen. Trampenaus Buch zur lesbischen Mädchenarbeit wurde inzwischen auch mehrfach im universitären wissenschaftlichen Diskurs rezipiert.
Eine Bestandsaufnahme der Rechtssituation von Schwulen und Lesben lieferte der Ratgeber Mit der Doppelaxt durch den Paragraphen-Dschungel (1991), den sie zusammen mit der Juristin Katrin Behrmann erarbeitete.
Schwerpunkt ihrer Tätigkeit und Sozialarbeit ist die inhaltliche Auseinandersetzung mit dem Thema „Lesben und Alter“. Aus der Tagung „anders altern – Informations- und Vernetzungs-Tagung Lesben und Alter“, die der von Trampenau mitgegründete Verein Intervention e.V. im Dezember 2002 durchführte, ging der Facharbeitskreis „Lesben und Alter – anders altern“ hervor, der sich aus lesbischen Vertreterinnen von Senioreneinrichtungen, Lesben/Frauenprojekten und Einzelpersonen zusammensetzt. Ziel des Arbeitskreises ist die Enttabuisierung des Themas unter lesbisch lebenden Frauen und die Sensibilisierung der traditionellen Altenarbeit – auch mit der Absicht zielgruppenorientierte Angebote für Lesben (und Schwule) anzuregen. Die Ergebnisse der Fachtagungen wurden dokumentiert und publiziert. Bea Trampenau legt den Schwerpunkt ihrer lesbischen Altenarbeit dabei vor allem auf die Etablierung von Netzwerken für Lesben im Alter und auf die spezielle Berücksichtigung des schwul-lesbischen Kontextes bei der Altenpflege.
In einem Hamburger Senioren- und Pflegeheim initiierte sie die Einrichtung einer eigenen „Lesbenetage“ für die Bewohnerinnen. Diese bundesweit bisher einzige bekannte Einrichtung dieser Art berücksichtigt in individueller Ausprägung die spezielle Wohn- und Pflegesituation lesbischer Frauen im Alter.
Bei öffentlichen regionalen und überregionalen Veranstaltungen, Podiumsdiskussionen und schwul-lesbischen Events nimmt Bea Trampenau wiederholt zu aktuellen gesellschaftspolitischen Fragen Stellung. Zu ihren Themen gehören u. a. die Aufarbeitung der Verfolgung von Lesben und Schwulen während der Zeit des Nationalsozialismus und die Frage der Lebenspartnerschaften von Schwulen und Lesben. 2018 war sie an der Gründung der Gruppe Lesben gegen Rechts im Rahmen eines Workshops anlässlich des Lesbenfrühlingstreffen in Göttingen beteiligt.
Bea Trampenau ist Geschäftsführerin des Wohn- und Ferienheim Heideruh e.V. in Buchholz in der Nordheide. Sie ist Tochter des Wilhelmsburger kommunistischen Widerstandskämpfers Richard Trampenau, der 1933 verhaftet und zum Tode verurteilt wurde und von 1933 bis 1945 im Zuchthaus Celle inhaftiert war.

## Auszeichnungen
Im November 2016 wurde sie von ver.di Hamburg für ihr Lebenswerk mit dem Paula-Mielke-Preis für Vielfalt und Zivilcourage ausgezeichnet.

## Bücher
- Zusammen mit Katrin Behrmann Mit der Doppelaxt durch den Paragraphen-Dschungel. Rechtsratgeberin für Lesben (und Schwule und andere Unverheiratete). Frühlings Erwachen, Hamburg 1991, ISBN 3-928456-08-3
- Kein Platz für lesbische Mädchen. Beeinträchtigungen und Möglichkeiten für Konzepte lesbischer Mädchenarbeit. Frühlings Erwachen, Kiel 1989, ISBN 3-925393-21-8